# Kinematyczne równanie ruchu
Kinematyczne równanie ruchu – zależności określające położenie ciała względem wybranego układu odniesienia w funkcji czasu.